# Lotus 29

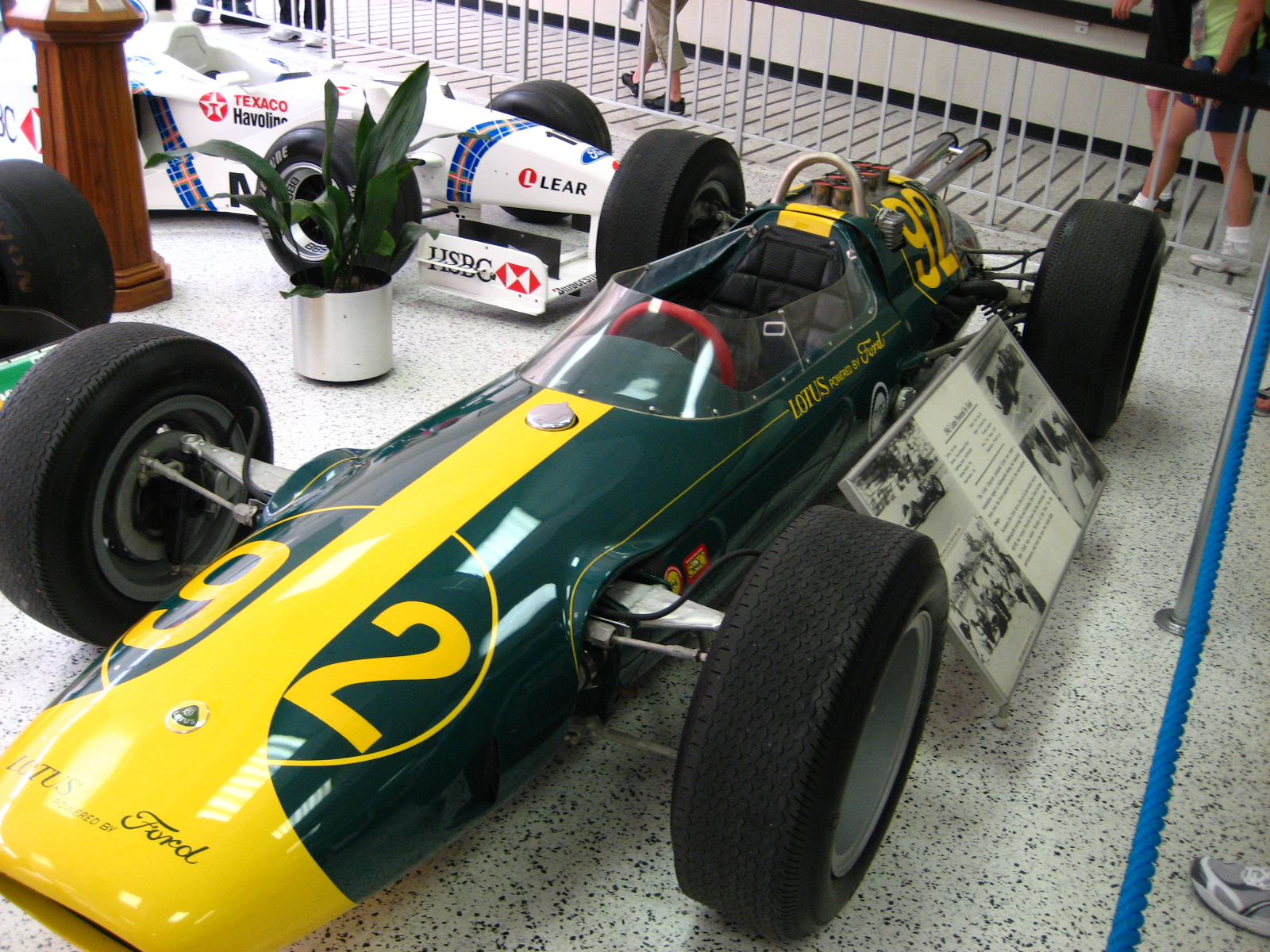
Lotus 29 avec numéro 92; en 1963 Jim Clark se classa deuxième des 500 miles d’Indianapolis au volant de cette voiture.

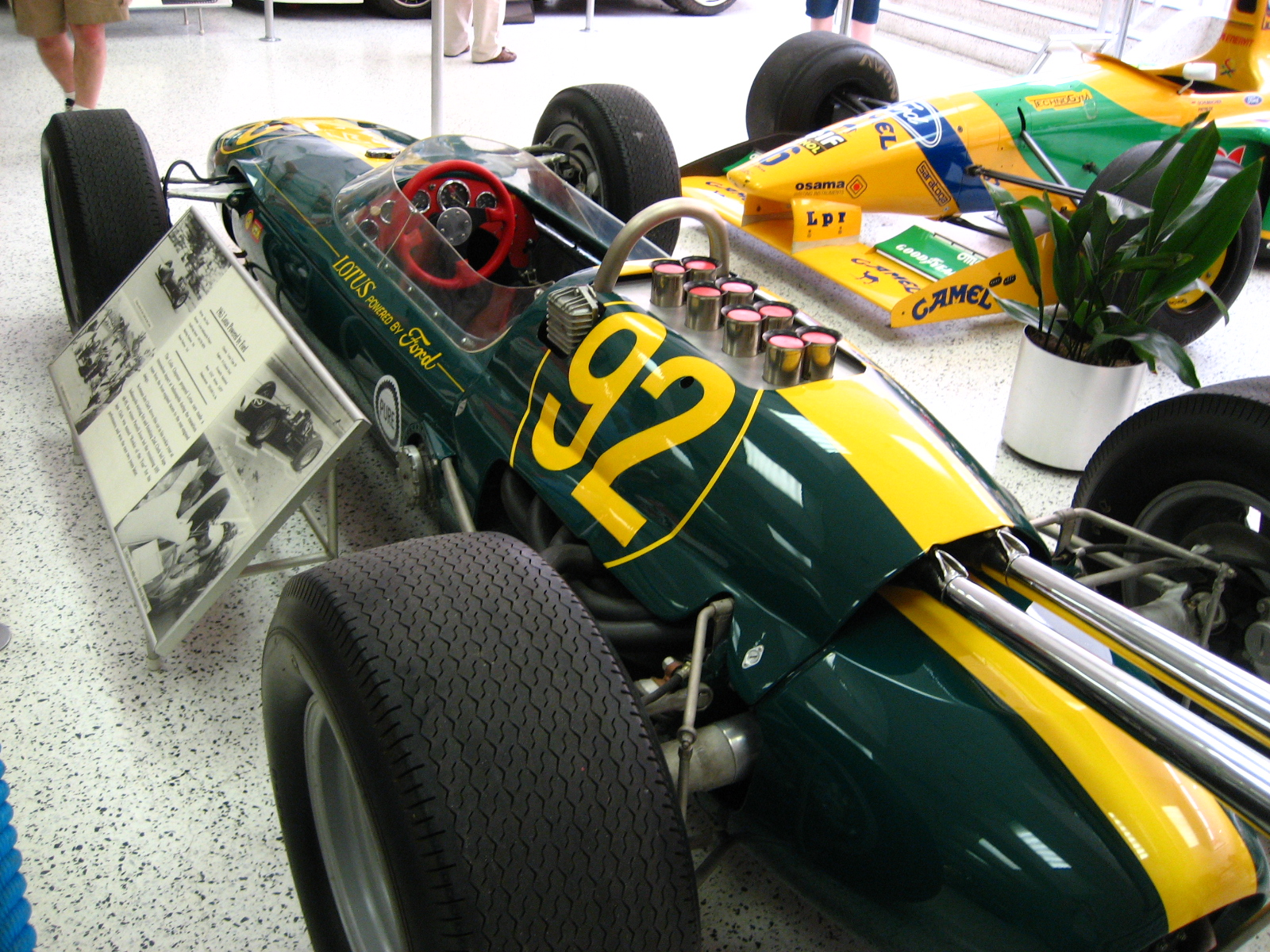
Lotus 29.

La Lotus 29 est une voiture de course qui fut développée en 1963 par Lotus pour participer aux 500 miles d’Indianapolis 1963 et qui fut alignée jusqu’en 1965 en championnat USAC.

## Histoire
Alors que dans les courses européennes de monoplaces, en particulier en Formule 1, le moteur central-arrière était devenu prépondérant, les courses de monoplaces continuaient à aligner des voitures conçues avant des moteurs avant. On eut une première prospective sur l’avenir de cette architecture de voitures de courses aux États-Unis en 1961, lorsque Cooper aligna à Indianapolis une voiture à moteur central-arrière pilotée par Jack Brabham. Il s’agissait d’une Cooper T51 qui disposait d’un moteur Climax. Brabham termina cette course à la neuvième place.
Lors de l’édition suivante Dan Gurney s’aligna au volant d’un châssis Cooper avec motorisation Buick-V8, mais fut obligé d’abonner à mi-course à la suite d'un bris de moteur. Bien que Gurney n’ait pas couru pour le compte de l’équipe de Colin Chapman, il put convaincre le constructeur britannique de construire une voiture spécifique pour la course des 500 miles de 1963.

## La voiture
Chapman commença par s’assurer le soutien de Ford en vue d’obtenir un moteur qui ferait l’affaire. Ford fournissait déjà en moteurs A.J. Watson qui avait remporté les quatre dernières éditions des 500 miles. Ces moteurs de course utilisaient toutefois du méthanol en guise de carburant. Chapman souhaitait toutefois utiliser un moteur fonctionnant à l’essence et reçu le moteur V8 de 4,2 Litres de la Ford Fairlane qui fut modifié pour la compétition automobile. Chapman était convaincu qu’avec un carburant constitué d’essence courante, il parviendrait à limiter sa consommation et à gagner la course grâce à un nombre réduit d’arrêts au stand. A l’automne 1962 Lotus fit venir à Indianapolis la Lotus 25 avec laquelle Jim Clark avait remporté le Grand Prix des États-Unis quelques jours avant. La voiture fut pourvue du moteur Ford et immédiatement les temps au tour ainsi que la consommation de carburant firent une grosse impression sur Ford qui donna son aval au financement du projet 29.
Chapman rappela en septembre 1962 Len Terry, qui venait de quitter l’équipe, et lui laissa le soin de concevoir la Lotus 29. Fondamentalement il s’agissait d’une Lotus 25 allongée, pourvue de suspensions avant et arrière renforcées et conçues pour les virages à gauche des ovales américains. Elle fut équipée d'un moteur Ford V8 de 4 260 cm3 développant 370 ch. Le châssis correspondait à celui de la Lotus 25. En revanche les réservoirs de carburant avaient été complètement repensés. Six réservoirs étaient nécessaires pour obtenir la capacité désirée pour une course d’un peu plus de 800 kilomètres, soit plus du double de la distance d’un Grand Prix. Deux réservoirs furent insérés dans chaque flanc de la voiture et un autre derrière le cockpit devant le moteur. Le sixième fut logé sous les pieds du pilote. Tous ces réservoirs devaient évidemment être reliés au moteur et des valves spéciales évitaient que dans les virages relevés le carburant ne puisse se déplacer d’un réservoir latéral à l’autre.

## Les 500 miles de 1963
Lotus fit venir trois châssis à Indianapolis. Les pilotes étaient Jim Clark et Dan Gurney. Clark se qualifia en cinquième place à une vitesse de 240,948. Le premier jour des essais Gurney fut victime d’un accident dans lequel il détruisit un châssis. Il put toutefois utiliser le mulet au volant duquel il se qualifia en douzième position. La stratégie basée sur l’utilisation de six réservoirs devait permettre de ne faire qu’un arrêt aux stands et ainsi permettre à Lotus de remporter la course. Les pilotes devraient toutefois ménager leurs pneus. Le leader Parnelli Jones ramena sa Watson aux stands pour un premier arrêt de routine après 62 tours. Ceci permit à Clark et Gurney de prendre automatiquement la tête de la course avant leurs arrêts dans les 92e (Gurney) et 95e (Clark) tours. Les Lotus avaient ainsi effectué leur seul arrêt prévu et se trouvaient à nouveau derrière Parnelli Jones en deuxième et troisième place. La stratégie de Lotus se trouva toutefois réduite à néant par les phases de course sous drapeau jaune qui interdisent le dépassement. Elles permirent à Jones de ravitailler à deux reprises sans perdre la tête de la course. Après 177 tours Gurney était tombé dans les profondeurs du classement en raison de problèmes moteur, mais Jim Clark n’avait que cinq secondes de retard sur Parnelli Jones dont la Watson traînait derrière elle un panache de fumée bleue et perdait de l’huile. Le règlement prévoyait clairement que dans ce cas la voiture qui perdait de l’huile et qui ne rentrait pas au stand devait se voir présenter le drapeau noir et être mise hors course. Toutefois, les commissaires de course ne réagirent pas ce qui coûta en définitive à Clark une possible victoire. Les pilotes qui suivaient Jones  étaient contraints de soulager l’accélérateur dans les virages pour éviter les trajectoires souillées d’huile. Pour cette raison Clark ne put revenir sur la voiture de tête. A onze tours du drapeau à damier Eddie Sachs dérapa sur une trace d’huile, ce qui provoqua une nouvelle sortie des drapeaux jaunes. La course reprit au 193e tour, mais sur une piste désormais complètement souillée par l’huile, Clark ne pouvait plus revenir sur Jones.
Jones remporta la course et Lotus déposa une réclamation qui fut toutefois rejetée après quelques jours. Jim Clark allait remporter la victoire à Indianapolis en 1965 au volant de la Lotus 38.

## Autres courses
Quelques semaines plus tard Jim Clark remportait avec la Lotus 29 les 200 miles de Milwaukee où Gurney se classait troisième. Il s’agissait de la première victoire d’une voiture à moteur central-arrière dans une course du championnat USAC. Par la suite Lotus vendit les voitures qui furent alignées en 1964 et 1965 par des pilotes privés à Indianapolis sans toutefois rencontrer de succès.
La Lotus 29 sera remplacée par la Lotus 34 pour la saison suivante.